# Glyphodes pseudocaesalis
Glyphodes pseudocaesalis is een vlinder uit de familie van de grasmotten (Crambidae), uit de onderfamilie van de Spilomelinae. De wetenschappelijke naam van deze soort is voor het eerst voorgesteld door George Hamilton Kenrick in een publicatie uit 1912.

## Ondersoorten
- Glyphodes pseudocaesalis pseudocaesalis Kenrick, 1912
- Glyphodes pseudocaesalis rennellensis (Whalley, 1962)

## Verspreiding
De soort komt voor in Indonesië (West-Papoea), Papoea-Nieuw-Guinea en de Solomonseilanden.